# Клейнборт, Лев Наумович
Лев Наумович Клейнборт (Лейб Нау́мович, иногда встречается Лейб Нахманович Максимо́вич, Лев Макси́мович; 15 ноября 1875, Копыль, Минская губерния — 20 ноября 1950, Ленинград) — русский и белорусский публицист, журналист, литературный критик; редактор журнала «Темы жизни».

## Биография
Родился в мещанской еврейской семье Нахмана Афанасьевича Клейнборта. В 1896 г. окончил Слуцкую гимназию. В 1896—1897 гг. учился на физико-математическом, затем — на юридическом факультете Петербургского университета; исключён за участие в революционном движении. В 1901 г. принял православие.
Активный участник российского социал-демократического движения, марксист и меньшевик. Арестован — в 1899 году (по делу о студенческих беспорядках), в 1901 году (по обвинению в политической пропаганде среди рабочих), в 1908 году (за редактирование изданий О. Н. Поповой), в 1910 году (по литературному делу).
С 1915 г. встречался с С. Есениным.
В 1934 г. его собрание рукописей русских, украинских и белорусских писателей приобрёл Институт Литературы.

### Семья
Жена — Мария Францевна Лесгафт, дочь Ф. Ф. Лесгафта.

## Творчество
Печатался в «Вестнике Псковского губернского земства» (заведующий отделом по народному образованию газеты), «Образовании» (в 1905—1908 гг. — фактический редактор 2-го отдела газеты), «Мире божьем» (постоянный сотрудник редакции), «Вестнике знания», «Вестнике жизни» (член редколлегии), работал редактором в издательстве О. Н. Поповой (1905—1908).
Его работы по истории рабочей журналистики и начальных этапов вовлечения рабочих в художественное творчество ценны большим количеством фактического материала. Выступая как историк белорусской литературы, занимал оппортунистические и националистические позиции.

### Избранное
- Клейнборт Л. М. Безработица и борьба с нею. — Петроград: Книга, [1917]. — 15 с.
- Клейнборт Л. М. Безработица и движение безработных. — СПб.: Ред. журн. «Образование», [1906]. — 72 с.
- Клейнборт Л. «В стихах его была Русь…» // Кузнецов В. Тайна гибели Есенина : По следам одной версии. — М.: Современник, 1998. — ISBN 5-270-01177-8.
- Клейнборт Л. М. В тюрьме и ссылке. — СПб.: О. П. Попова, [1906]. — 28 с. — (Темы жизни : еженед. изд. № 3. — Вып. 2).
- Клейнборт Л. Иван Вольнов : Жизнь и творчество // Вольнов И. Е. Рассказы. — М.: Кооп. изд-во писателей «Никитинские субботники», 1927. — С. 11—17.
- Клейнборт Л. М. Григорий Захарович Елисеев. — Петроград: Колос, 1923. — 112 с. — (Биогр. б-ка).
- Клейнборт Л. М. Николай Иванович Зибер. — Петроград: Колос, 1923. — 96 с. — (Биогр. б-ка).
- Клейнборт Л. М. История безработицы в России : 1857-1919 гг. — М.: ВЦСПС, 1925. — 300 с.
- Клейнборт Л. М. Капитализм и еврейский вопрос. — СПб.: Знание, 1906. — 40 с. — (Дешёвая б-ка т-ва «Знание»; № 310).
- Клейнборт Л. Янка Купала // Янка Купала. Сборник стихов. — М.; Л., 1930. — С. 3—32.
- Клейнборт Л. Мобилизация общественных сил (недоступная ссылка — история) // Современный мир. — Петроград, 1914. — № 12. — С. 133—135.
- Клейнборт Л. М. Молодая Белоруссия : Очерк современной белорусской литературы : 1905—1928 гг. — Минск: Белорусское гос. изд-во, 1928. — 508 с.
- Клейнборт Л. М. Нападение на поезд (1920 г.). — Петроград: Былое, 1922. — 48 с. — (Б-ка изд-ва «Былое»).
- Клейнборт Л. О партиях и партийности. — СПб.: Знание, 1906. — 30 с. — (Дешёвая б-ка т-ва «Знание»; № 304).
  - Клейнборт Л. Н. О партиях и партийности. — изд. 2-е, испр. — Петроград: Н. Н. Карбасников, 1917. — 24 с. — (Б-ка свободного гражданина / Под ред. С. В. Вознесенского : отд. политический; № 17).
- Клейнборт Л. Н. Отчего в России не стало хлеба? — Петроград: Н. Н. Карбасников, 1917. — 32 с. — (Б-ка свободного гражданина / Под ред. С. В. Вознесенского : отд. соц.-экономический; № 5).
- Клейнборт Л. М. Очерки народной литературы (1880-1923 гг.) : Беллетристы : Факты, наблюдения, характеристики. — Л.: Сеятель, 1924. — 312 с.
- Клейнборт Л. Очерки рабочей журналистики [1873—1923 гг.]. — Пг.; М.: Петроград, 1924. — 168 с.
- Клейнборт Л. М. Очерки рабочей интеллигенции. — Петроград: Культ-просвет. кооп. т-во «Начатки знаний», 1923.
  - . — 1923. — Т. 1 : Умственный подъём; Читатель; Вопросы чести и совести; Общественная жизнь; Национальный вопрос; Проблема интеллигенции в рабочем сознании. — 246 с.
  - . — 1923. — Т. 2 : Театр; Живопись; Музыка. — 248 с.

Клейнборт Л. М. Рабочий класс и культура. — 2-е изд. — М.: ВЦСПС, 1925.
- . — 1925. — Т. 1 : Как складывалась рабочая интеллигенция (1905-16 гг.). — 290 с.
- . — 1925. — Т. 2 : Искусство. — 250 с.

- Клейнборт Л. Н. Первый совет рабочих депутатов. — Петроград: Книга, [1917]. — 28 с.
- Клейнборт Л. Подоходный налог. — СПб.: Знание, 1906. — 44 с. — (Дешёвая б-ка т-ва «Знание»; № 313).
- Клейнборт Л. Н. Профессиональные союзы в России. — Петроград: Книга, [1917]. — 16 с.
- Клейнборт Л. Революция и рабочая культура. — Петроград: Центр. воен.-пром. ком. Изд. отд., 1917. — 30 с.
- Клейнборт Л. Русский империализм в Азии. — СПб.: Знание, 1906. — 47 с. — (Дешёвая б-ка т-ва «Знание»; № 309).
- Клейнборт Л. М. Русский читатель-рабочий : По материалам, собранным автором. — Л.: Ленингр. губ. сов. проф. союзов, 1925. — 258 с.
- Клейнборт Л. Н. Сельско-хозяйственный рабочий в России. — Петроград: Муравей, 1917. — 32 с. — (Общедоступная б-ка «Задача свободной России» : Сер. 3 «Рабочая б-ка»; № 457).
- Клейнборт Л. Н. Встречи. М. И. Туган-Барановский // Неизвестный Туган-Барановский / Отв. ред. Л. Д. Широкорад, А. Л. Дмитриев. — СПб.: Нестор-История, 2008. — С. 181—237.

См. также список публикаций 1906—1914 гг.